# Abbazia di Westvleteren
L'abbazia di San Sisto è un'abbazia trappista a Westvleteren, in Belgio, nella provincia delle Fiandre Occidentali. 

## Storia
La prima citazione della abbazia risale al 1260, anche se la sua costituzione, secondo la tradizione locale, risale al IX secolo.
L'abbazia ha anche una fabbrica di birra Westvleteren. L'abbazia è una delle sei birrerie trappiste in Belgio.